# MATLAB
MATLAB (на български се произнася „Матлаб“) е съкращение от MATrix LABoratory (на български: „матрична лаборатория“) и е софтуерна среда за числен анализ и самостоятелен програмен език от четвърто поколение. Създадена от многонационалната корпорация за софтуер за технически приложения The MathWorks, системата MATLAB позволява операции над матрици, изчертаване графики на функции и представяне на данни, програмна реализация на алгоритми, разработка на човеко-машинни интерфейси и интерфейси с други програмни продукти, написани на различни програмни езици като C++ и FORTRAN.
По твърдения на компанията производител от 2004 г. MATLAB се използва от над 1 милион потребители от академичните среди и бизнеса и намира приложение в разнообразни области като инженерство, наука, икономика и др. Измежду организациите потребители на MATLAB са Масачузетският технологичен институт, НАСА, обществото „Макс Планк“, Университетът в Аахен, „Боинг“, „Локхийд-Мартин“, „Моторола“, „Новартис“, „Файзър“, „Тойота“, „Форд мотор къмпани“, „УниКредит“ и много други.

## Някои вградени команди
- sum – намира сумата от елементите в дадена матрица;
- mean – намира средната аритметична стойност на няколко елемента;
- max – отделя максималния елемент (реално число) от дадена матрица;
- min – отделя минималния елемент (реално число) от дадена матрица;
- rot90 – завърта елементите на матрицата на деветдесет градуса – тогава вторичният диагонал става допълнителен, а елементът от първия ред и първия стълб остава на първия ред, но вече попада в последния стълб.

## История
Клив Молер, председател на Отдела за компютърни науки в Университета на Ню Мексико, започва да разработва MATLAB в края на 70-те години. Той го проектира с цел да предостави достъп на студентите си до Linpack и EISPACK, без да се налага да учат Fortan. Скоро след това се разпространява и в други университети, като привлича вниманието на математическата общност. Инженерът Джак Литъл е заинтересован от MATLAB по време на посещение на Молер до Станфордския университет през 1983 г. Осъзнавайки търговския потенциал, той се присъединява към Молер и Стив Бангерт. Те пренаписват MATLAB на C (език за програмиране) и основават The MathWorks през 1984 г. Тези редактирани библиотеки са известни като JACKPAC. През 2000 г. пакетът MATLAB е доусъвършенстван с цел да осигури нов, по-богат набор от библиотеки за манипулация с данни.
Първоначално MATLAB е приет от изследователи и практици в системи за управление, но бързо се разпространява в много други области. Сега се използва също и в областта на образованието, по-специално за преподаването на линейна алгебра и числени методи, и е популярен сред учените, участващи в обработката на изображения.

## Синтаксис
Платформата MATLAB е се базира на скриптов език. Общата употреба на системата включва използването на Command Window като интерактивен математически shell или изпълнение на текстови файлове, съдържащи MATLAB код.

### Променливи
Променливи се дефинират с помощта на оператора за присвояване =. MATLAB е слабо типизиран език за програмиране, тъй като типовете се преобразуват имплицитно. Променливите могат да бъдат декларирани без обявяване на техния тип, освен в случаите, когато те трябва да бъдат третирани като обекти или когато техният вид трябва да се промени. Стойностите могат да бъдат константи, резултати от изчисления, включващи стойности на други променливи, както и резултати от изпълнението на функция. Например:
```
>>
 
x
 
=
 
17

x
 
=

 
17

>>
 
x
 
=
 
'hat'

x
 
=

hat

>>
 
y
 
=
 
x
 
+
 
0

y
 
=

       
104
        
97
       
116

>>
 
x
 
=
 
[
3
*
4
,
 
pi
/
2
]

x
 
=

   
12.0000
    
1.5708

>>
 
y
 
=
 
3
*
sin
(
x
)

y
 
=

   
-
1.6097
    
3.0000

```

### Вектори и матрици
Един масив можем да дефинираме с помощта на синтаксиса: начална стойност : стойност на увеличение : крайна стойност. Например:
```
>>
 
array
 
=
 
1
:
2
:
9

array
 
=

 
1
 
3
 
5
 
7
 
9

```

Тук дефинираме променлива с име array, която е масив, съдържащ стойностите 1, 3, 5, 7 и 9. Стойността на първия елемент на масива е 1 (начална стойност), а всяка следваща стойност се получава от предишната с прибавяне на 2 (стойност на увеличение). Това действие завършва, след като е достигната стойността 9 (крайна стойност).
```
>>
 
array
 
=
 
1
:
3
:
9

array
 
=

 
1
 
4
 
7

```

Стойността на увеличение може и да не бъде явно дефинирана в синтаксиса. В този случай тя по подразбиране се приема равна на 1.
```
>>
 
ari
 
=
 
1
:
5

ari
 
=

 
1
 
2
 
3
 
4
 
5

```

Матриците могат да бъдат дефинирани чрез отделяне на елементите на един ред с празно място или запетая. Символът точка и запетая се използва за преминаване на следващия ред. Списъкът от елементи трябва да бъде поставен в квадратни скоби []. Кръгли скоби () се употребяват за достъп до елемент:
```
>>
 
A
 
=
 
[
16
 
3
 
2
 
13
;
 
5
 
10
 
11
 
8
;
 
9
 
6
 
7
 
12
;
 
4
 
15
 
14
 
1]

A
 
=

 
16
  
3
  
2
 
13

  
5
 
10
 
11
  
8

  
9
  
6
  
7
 
12

  
4
 
15
 
14
  
1

>>
 
A
(
2
,
3
)

ans
 
=

 
11

```

Със следния синтаксис можем да вземем част от матрица: от 2-ри до 4-ти ред и от 3-ти до 4-ти стълб включително:
```
>>
 
A
(
2
:
4
,
3
:
4
)

ans
 
=

 
11
 
8

 
7
 
12

 
14
 
1

```

Функцията eye генерира единична матрица (матрица с единици по диагонала, нули навсякъде другаде). Единичната матрица е винаги квадратна и приема само един аргумент. Функциите zeros и ones могат да генерират матрици с различен размер, съдържащи съответно само нули или само единици.
```
>>
 
eye
(
3
)

ans
 
=

 
1
 
0
 
0

 
0
 
1
 
0

 
0
 
0
 
1

>>
 
zeros
(
2
,
3
)

ans
 
=

 
0
 
0
 
0

 
0
 
0
 
0

>>
 
ones
(
2
,
3
)

ans
 
=

 
1
 
1
 
1

 
1
 
1
 
1

```

Повечето функции в MATLAB могат да приемат като аргументи матрици и съответно се прилагат по отношение на всеки елемент. Например mod (2 * J, n) ще умножи всеки елемент в матрицата J по 2 и след това ще намали всеки елемент по модул n. MATLAB не включва стандартните цикли for и while, но (както и в други подобни приложения, например R) като се използва векторна нотация, често се произвежда код, който е по-бърз за изпълнение. Следващият код, откъс от функцията magic.m, създава магически квадрат M за нечетни стойности на n (вградената функция meshgrid се използва тук, за да генерира квадратни матрици I и J, съдържащи 1: n).
```
[
J
,
I
]
 
=
 
meshgrid
(
1
:
n
);

A
 
=
 
mod
(
I
 
+
 
J
 
–
 
(
n
 
+
 
3
)
 
/
 
2
,
 
n
);

B
 
=
 
mod
(
I
 
+
 
2
 
*
 
J
 
–
 
2
,
 
n
);

M
 
=
 
n
 
*
 
A
 
+
 
B
 
+
 
1
;

```

### Класове и обектно ориентирано програмиране
MATLAB поддържа обектно ориентирано програмиране: класове, наследяване, виртуални функции, пакети, предаване по стойност и предаване по референция. Въпреки това конвенциите в синтаксиса са значително по-различни от другите езици. MATLAB има класове стойност и референтни класове в зависимост от това дали този клас трябва да се изпълнява като super-клас (за референтни класове), или не (за класове стойност).

Поведението при извикване на дадена функция (метод) в класовете стойност и референтните класове е различно. Например следващото извикване на метода method(): 
```
object
.
method
();

```

може да променя кой да е обект на даден клас, стига този клас да е от референтен тип.

Много прост пример за дефиниция на клас е следният:
```
classdef
 
hello

    
methods

        
function
 
greet
(
this
)

            
disp
(
'Hello!'
)

        
end

    
end

end

```

Когато поставите този код във файл с име hello.m, функцията в него може да бъде изпълнена със следните команди:
```
>>
 
x
 
=
 
hello
;

>>
 
x
.
greet
();

Hello
!

```

## Графика и графичен потребителски интерфейс за програмиране
MATLAB поддържа разработване на приложения с графичен потребителски интерфейс (Graphical User Interface, GUI) и по-точно динамичната среда GUIDE (GUI среда за разработка) за графичен дизайн. Също така има и функции за изчертаване на графики. Например функцията plot() може да възпроизведе графика от два вектора x и y (с еднакъв брой елементи), които представляват съответно абсцисите и ординатите на даден набор от точки в декартова координатна система:
```
x
 
=
 
0
:
pi
/
100
:
2
*
pi
;

y
 
=
 
sin
(
x
);

plot
(
x
,
y
)

```

Горното извикване изчертава графиката на функцията y = sinx:

MATLAB може да възпроизвежда и тримерни графики посредством функциите surf(), plot3() и mesh():
```
[
X
,
Y
]
 
=
 
meshgrid
(
-
10
:
0.25
:
10
,
-
10
:
0.25
:
10
);

f
 
=
 
sinc
(
sqrt
((
X
/
pi
)
.^
2
+
(
Y
/
pi
)
.^
2
));

mesh
(
X
,
Y
,
f
);

axis
([
-
10
 
10
 
-
10
 
10
 
-
0.3
 
1
])

xlabel
(
'{\bfx}'
)

ylabel
(
'{\bfy}'
)

zlabel
(
'{\bfsinc} ({\bfR})'
)

hidden
 
off

```

Резултатът е показан на фигурата по-долу.
```
[
X
,
Y
]
 
=
 
meshgrid
(
-
10
:
0.25
:
10
,
-
10
:
0.25
:
10
);

f
 
=
 
sinc
(
sqrt
((
X
/
pi
)
.^
2
+
(
Y
/
pi
)
.^
2
));

surf
(
X
,
Y
,
f
);

axis
([
-
10
 
10
 
-
10
 
10
 
-
0.3
 
1
])

xlabel
(
'{\bfx}'
)

ylabel
(
'{\bfy}'
)

zlabel
(
'{\bfsinc} ({\bfR})'
)

```

Изпълнението на горния код извежда в отделен графичен прозорец следната повърхнина:

## Взаимодействие с други езици
MATLAB може да извиква функции и методи, написани на езиците C или Fortran. Динамично натоварените обектни файлове, които са компилирани като функции, са MEX-files (от MATLAB exexutable). Библиотеки, написани на Perl, Java, ActiveX или .NET, могат директно да се извикват от MATLAB.